# Peter Michael Brillmacher
Peter Michael Brillmacher, né en 1542 à Cologne (Allemagne) et décédé (peut-être empoisonné) le 25 août 1595 à Mayence (Allemagne) est un prêtre jésuite allemand, prédicateur, apologiste et écrivain du XVIe siècle.

## Biographie
Né en 1542 à Cologne, le jeune Peter entre dans la Compagnie de Jésus le 19 mai 1558 et fait son noviciat à Trèves. Sa formation spirituelle initiale terminée il étudie les lettres à Cologne, puis une année de théologie à Paris, où l'un de ses professeurs était Jean Maldonado, et termina ses études à l'université de Mayence. Il est ordonné prêtre en 1566 ou 1567, à Mayence, où il se révèle déjà être un excellent prédicateur. Nommé recteur du collège (1570) de Spire il y est aussi un prédicateur régulier à la cathédrale. Il y reste jusqu’à sa nomination comme professeur de théologie et hébreu (1578-1582) à Cologne, où il exerce également la prédication. Il réside ensuite à la cour (1685-1587) du duc de Juliers, Clèves et Berg. Après un bref séjour à Cologne, il est le recteur-fondateur (1588-1595) du nouveau collège de Münster. Peter Brillmacher meurt à Mayence dans des circonstances restées obscures, peut-être empoisonné, le 25 août 1595.

## Écrivain et apologiste
Bien que de mauvaise santé, le père Brillmacher est un prédicateur infatigable et écrivain prolifique, surtout en ce qui concerne la défense de la doctrine traditionnelle catholique : il s’oppose fermement à ceux qui voulaient ‘protestantiser’ l'Église. Dans son ‘Controversiarum de Eucharistiae augustissimo Sacramento dialogi quinque’ (1633), il interpelle un prêtre de Cologne, Stefan Isaac, qu’il contraint à reconnaitre être passé au calvinisme. D'autres ouvrages s'opposent aux positions théologiques de Johann von Münster (de), ce qui donne lieu à des échanges vigoureux.
Mais il compose également des drames scolaires, un catéchisme, des livres de prières et des traités spirituels. Parmi ces derniers, le plus connu est Evidiotheca, Brillenkästlein (1593), dans lequel il présente une brève exposition de la foi catholique, la comparant aux hérésies anciennes et nouvelles.
Il est éloquent, aimable et plein d'esprit, mais son talent à défendre la doctrine catholique, comme son influence sur des personnalités importantes lui valent hostilité et jalousie, en particulier à la cour du duché de Clèves. La rumeur publique veut qu'il soit mort empoisonné.

## Écrits
Prédicateur il est aussi un défenseur de la foi catholique. Ses publications sont principalement des ouvrages catéchétiques et de défense de la foi catholique, en particulier du mystère eucharistique de la 'Transsubstantiation'.
- Controversiarum de Eucharistiae augustissimo Sacramento Dialogi quinque (Cinq controverses concernant le très auguste sacrement de l'Eucharistie) (Cologne, 1584)
- De Communione sub altera Specie
- Catechismus (Le Catéchisme) (Cologne 1586)
- Catechismus, Das ist Christlicher Bericht von wahrer Religion vnd Gottes dienst / Sampt einem andechtigen Bettbuch. (Le Catéchisme, c'est-à-dire le récit chrétien de la vraie religion et du culte / Accompagné d'un livre de dévotion) (Köln 1587)
- Detectio Erroris Joannis a Munster (Les erreurs chez Johann von Münster (de))
- Exceptio Prodromi Calviniana (1592)
- Epistola ad Amicum (1593)
- Evidiotheca, Brillenkästlein (Münster, 1593).